# Ophiochloa hydrolithica
Ophiochloa hydrolithica là một loài thực vật có hoa trong họ Hòa thảo. Loài này được Filg., Davidse & Zuloaga mô tả khoa học đầu tiên năm 1993.